# Uomini sbagliati
Uomini sbagliati è un album di Enrico Nascimbeni.
Con Uomini sbagliati, Nascimbeni ha vinto il secondo disco d'oro e di platino della carriera, con 70 000 copie.

## Tracce
1. Modigliani
2. Ricordami
3. Ho paura
4. Io sono un bambino
5. L'ultima notte di un vecchio sporcaccione
6. Ovunque
7. La canzone più bella del mondo
8. Dare un senso a questa neve
9. Non fate pettegolezzi (Cesare Pavese)
10. Mio padre adesso è un aquilone
11. C'è un cielo sopra il cielo
12. Oltre quel confine
13. Il lupo della steppa
14. Angels (Instrumental)

Il brano " L'ultima notte di un vecchio sporcaccione" è dedicato al poeta Henry Charles Bukowski. Questa versione della canzone è contenuta anche nell'album di Enrico Nascimbeni "Male di amare" (Penthar-Mizar-Halidon). Testi e musica sono di Enrico Nascimbeni. Esecuzione di Roberto Vecchioni e Enrico Nascimbeni. Regia di Massimo Balloi.